# プチ・ニコラ 最強の夏休み
『プチ・ニコラ 最強の夏休み』（プチニコラ さいきょうのなつやすみ、Les Vacances du petit Nicolas）は2014年のフランスのコメディ映画。
監督はローラン・ティラール、出演はマテオ・ボワッスリエとヴァレリー・ルメルシェ、カド・メラッドなど。
フランスで愛読され続けている国民的人気絵本『プチ・ニコラ』を実写映画化した2009年のファミリー映画『プチ・ニコラ』の続編（主演は前作のマキシム・ゴダールからマテオ・ボワッスリエに変更されている）。
日本では劇場未公開だが、WOWOWで放送された。

## ストーリー
優しい両親と幸せに暮らす小学生ニコラは、夏休みに両親と母方の祖母と4人で海辺のホテルで過ごすことになる。しかし、父と祖母の仲が悪いこともあり、旅行は最初からトラブル続きである。ニコラたちは旅先のホテルで父の旧友ベルニック氏とその家族に出会う。夕食を共にする中で両親たちから言われたベルニック家の娘イザベルと結婚すればいいとの冗談を真に受けたニコラは、ガールフレンドのマリー＝エドウィジュと結婚するためにイザベルとの結婚を何とかして避けようと、現地で仲良くなった男の子たち5人と相談し、様々な作戦を実行するが、それが思わぬトラブルを生むことになる。

## キャスト
- ニコラ: マテオ・ボワッスリエ
- ママ: ヴァレリー・ルメルシェ
- パパ: カド・メラッド
- おばあちゃん: ドミニク・ラヴァナン（フランス語版） - ママの母。パパと仲が悪い。
- ベルニック氏: ブーリ・ランネール（フランス語版） - パパの旧友。
- ベルニック夫人: ジュディット・アンリ（フランス語版）
- イザベル: エルジャ・マランティエ - ベルニック夫妻の娘。
- マリー＝エドウィジュ: シャン・アグラ - ニコラのガールフレンド。
- マッシモ・マッシーニ: ルカ・ジンガレッティ - イタリアの大物映画プロデューサー。
- デュボン（ブイヨン）: フランソワ＝グザヴィエ・ドゥメゾン（フランス語版） - 強面の教育係。
- 校長: フランシス・ペラン（フランス語版）
- ムシュブム氏: ダニエル・プレヴォスト（フランス語版） - パパの会社の社長。

## 作品の評価
アロシネによれば、フランスの23のメディアによる評価の平均点は5点満点中2.9点である。